# Гаспарян, Самвел Аветисович
Самвел Гаспарян (арм. Սամվել Գասպարյան, род. 24 ноября 1997 года) — армянский тяжелоатлет, мастер спорта Армении международного класса. Двухкратный чемпион Европы 2021 и 2023 годов. Призёр чемпионата мира 2022 года. Чемпион Европы среди юниоров и среди молодёжи (2015 и 2019 годах).

## Карьера
Выступать на международном юношеском уровне начал в 2013 году. Армянскому спортсмену удалось победить на юниорском Европейском чемпионате в 2015 году с результатом в сумме 350 кг в весовой категории до 94 кг.
На чемпионате Европы 2019 года в Батуми завоевал серебряную медаль в новой весовой категории до 102 кг с общим весом 377 кг. В упражнении «толчок» завоевал малую серебряную медаль (209 кг).
На чемпионате мира 2019 года в Паттайе Самвел Гаспарян завоевал малую бронзовую медаль в рывке в весовой категории до 102 кг, подняв штангу весом 178 кг. В итоговом протоколе он стал пятым с результатом 390 кг .
На ЧЕ среди спортсменов в возрасте до 23 лет в Бухаресте Самвел Гаспарян (109 кг) в рывке осилил 168 кг, затем −172 кг и 176 кг, завоевав малую серебряную медаль. В толчке он удержал 207 кг и 214 кг, завоевав малую золотую медаль. С результатом 390 кг в двоеборье Самвел Гаспарян стал чемпионом Европы в категории М-23.
В апреле 2021 года на чемпионате Европы в Москве в весовой категории до 102 кг Самвел стал чемпионом Европы с результатом 390 килограммов. В упражнении «рывок» завоевал малую серебряную медаль с весом на штанге 176 килограмм, а в упражнении «толчок» стал первым с весом на штанге 214 килограммов.
На чемпионате мира 2022 года в Боготе, в Колумбии в категории до 102 кг завоевал бронзовую медаль по сумме двух упражнений с результатом 389 кг, также в его копилке малая бронзовая медаль в рывке (175 кг).
В Ереване, на чемпионате Европы 2023 года, в категории до 109 кг, Самвел завоевал золотую медаль подняв вес по сумме двух упражнений в 395 кг. И в рывке и в толчке он также завоевал малые золотые медали.
В феврале 2024 года на чемпионате Европы в Софии Самвел завоевал серебряную медаль по сумме двух упражнений с результатом 396 кг. В упражнении толчок он стал вторым (216 кг), а в упражнении рывок был третьим (180 кг).

## Достижения
Чемпионат мира
| Результат | Вес       | Год  | Место соревнований | Рывок | Толчок | Общий вес |
| Бронза    | до 102 кг | 2022 | Богота, Колумбия   | 175,0 | 214,0  | 389,0     |

Чемпионат Европы
| Результат | Вес       | Год  | Место соревнований | Рывок | Толчок | Общий вес |
| Серебро   | до 102 кг | 2019 | Батуми, Грузия     | 168,0 | 209,0  | 377,0     |
| Золото    | до 102 кг | 2021 | Москва, Россия     | 176,0 | 214,0  | 390,0     |
| Серебро   | до 102 кг | 2022 | Тирана, Албания    | 176,0 | 214,0  | 390,0     |
| Золото    | до 109 кг | 2023 | Ереван, Армения    | 175,0 | 220,0  | 395,0     |
| Серебро   | до 102 кг | 2024 | София, Болгария    | 216,0 | 180,0  | 396,0     |